# St. George (Utah)
St. George é uma cidade localizada no estado norte-americano do Utah, sendo a sede do condado de Washington. Pertence à área Metropolitana Estatistica do Utah. Fica localizada a 192 km a nordeste da Cidade de Las Vegas, Nevada e a 488 km ao sul da cidade de Salt Lake City, Utah.
De acordo com estimativas do United States Census Bureau, a população de St. George era de 76 817 habitantes em 2013, contra 49 729 habitantes em 2000. De acordo com o United States Census Bureau, em 2005, a cidade teria ultrapassado Layton como a oitava maior cidade do Utah. Entre 1990 e 2000 St. George bateu Las Vegas por 0,6 pontos percentuais como a Área Metropolitana que cresceu mais rapidamente. Em 2007 a sua área metropolitana tinha 140.908 residentes, com mais 60.000 peassoas morando nas comunidades mais próximas, Cedar City e Mesquite. A população de St. George e cidades circunvizinhas deverá ultrapassar os 700.000 habitantes em 2050.
O comércio de St. George baseia-se principalmente na geologia. Na parte mais a norte da cidade existem duas montanhas feitas de rochas magmáticas. Próximo à encontram-se a parte noroeste do Deserto de Mojave.
St. George é o centro comercial de algodão de Utah, um apelido dado para a área, quando os pioneiros mórmons produziam algodão no clima quente. A marca de St. George é a sua geologia - blefes vermelho compõem a parte norte da cidade, com dois picos cobertos de lava no centro da cidade. As bordas do nordeste do deserto de Mojave são visíveis para o sul. Zion National Park pode ser visto a leste, e o Pine Valley Mountains paira sobre a cidade ao norte e noroeste. O clima tem mais em comum com o sudoeste do deserto do que o resto do estado, com verões quentes e invernos suaves, na sua maioria sem neve. A cidade foi recentemente desenvolvida em um destino de reforma importante.

## História
St. George foi fundada como uma missão de algodão em 1861 sob a direção de Brigham Young, o presidente de A Igreja de Jesus Cristo dos Santos dos Últimos Dias - parte de um esforço maior da igreja para se tornar auto-suficiente . Enquanto os primeiros colonos conseguiram cultivar algodão, nunca foi produzido a taxas de mercado competitivo, conseqüentemente, o cultivo de algodão acabou por ser abandonado.
Com a eclosão da guerra civil em 1861, Brigham Young organizou a resolução do que é hoje Condado de Washington, em Utah.
"Temendo que a guerra iria tirar o fornecimento de algodão, ele começou os planos para levantar o suficiente neste país ocidental para suprir as necessidades de seu povo. Relatórios favoráveis tinham chegado a ele a partir deste país quente abaixo da borda do Grande Bacia, que estava convencido de que o algodão podiam ser cultivados com sucesso aqui. Na conferência geral da Igreja em Salt Lake City, em 6 de outubro, 1861, cerca de três centenas de famílias foram chamadas para a missão Dixie para promover a indústria do algodão. A maioria das pessoas não sabiam nada sobre essa expedição até seus nomes serem lidos no púlpito, mas em quase todos os casos, eles responderam com boa vontade, e se preparavam para deixar Salt Lake e ir para St. George. As famílias foram selecionadas de modo a assegurar às comunidades o número certo de agricultores, pedreiros, ferreiros, empresários, educadores, carpinteiros e outros profissionais conforme necessário.
O assentamento foi nomeado após George A. Smith, um apóstolo da Igreja de Jesus Cristo dos Santos dos Últimos Dias. Em abril de 1877, a Igreja SUD construiu o Templo de St. George, Utah, o primeiro templo a ser dedicado em todo o estado. É o terceiro templo da Igreja e, atualmente, o maior templo antigo em funcionamento.

## Geografia

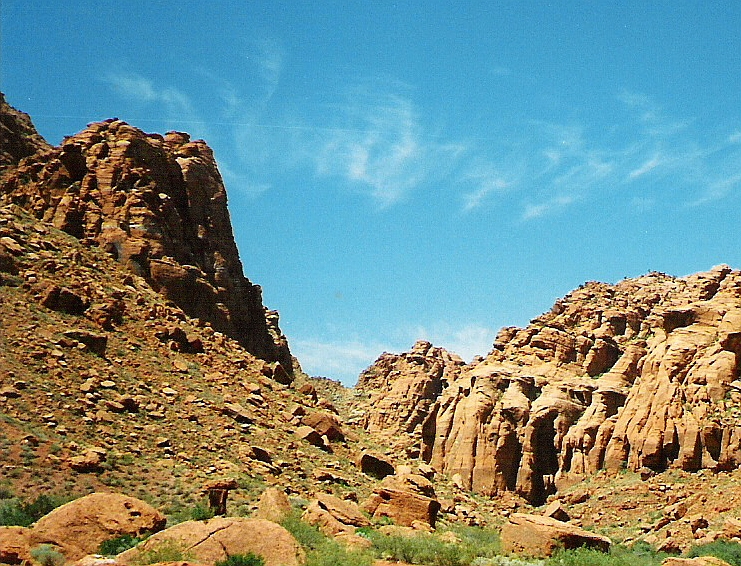
Uma das montanhas que rodeia St. George

De acordo com o United States Census Bureau, a cidade tem uma área total de 64,9 quilômetros quadrados (168,0 km ²), dos quais, 64,4 quilômetros quadrados (166,8 km ²) por terra e 0,5 milha quadrada (1,2 km ²) de Informática (0,72% ) é água.
St. George fica na região de menor altitude do estado, Dixie, com a maior parte da cidade situada abaixo de 3.000 pés (900 m). A cidade é cercada por montanhas e morros de arenito vermelho, e encontra-se no limite nordeste do deserto de Mojave. A Virgin River corta a cidade. O rio Santa Clara também flui no lado leste da cidade, antes de se fundir com o rio Virgin (virgínia, em português) para o sul. No início de 2005, grandes inundações ocorreram dentro destes dois rios. Uma pessoa morreu e várias casas foram destruídas pela fúria do rio Santa Clara. 

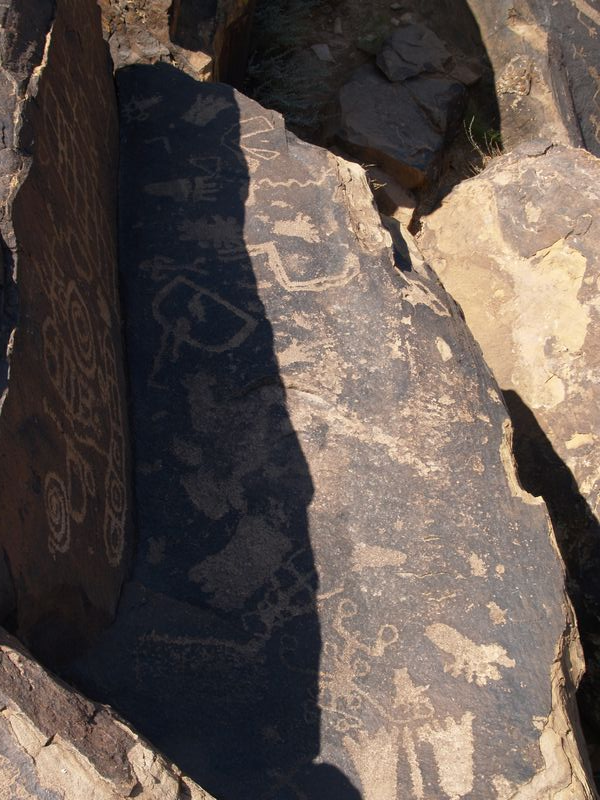
Rio Santa Clara.

O território de St. George faz fronteira com cidades do Arizona, e com as cidades de Santa Clara e Ivins para o oeste e Washington, a leste. O núcleo da cidade, incluindo o seu centro, colégios, centro de convenções, e hospitais estão localizadas em um pequeno vale com vista para o rio Virgin e cercado por lava baixa e escarpas de arenito. No trecho sul da cidade é mais típico o deserto de Mojave, com áreas desérticas e cascalhos dominando a paisagem. A parte sudeste da cidade contém áreas de agricultura ao longo do Rio Virgin, porém as áreas oeste e noroeste estão tornando-se cada vez mais dominadas por um desenvolvimento estilo suburbano.

## Economia
Juntamente com o elevado crescimento de sua população, a economia de St. George e áreas adjacentes tem crescido bastante nos últimos anos. 

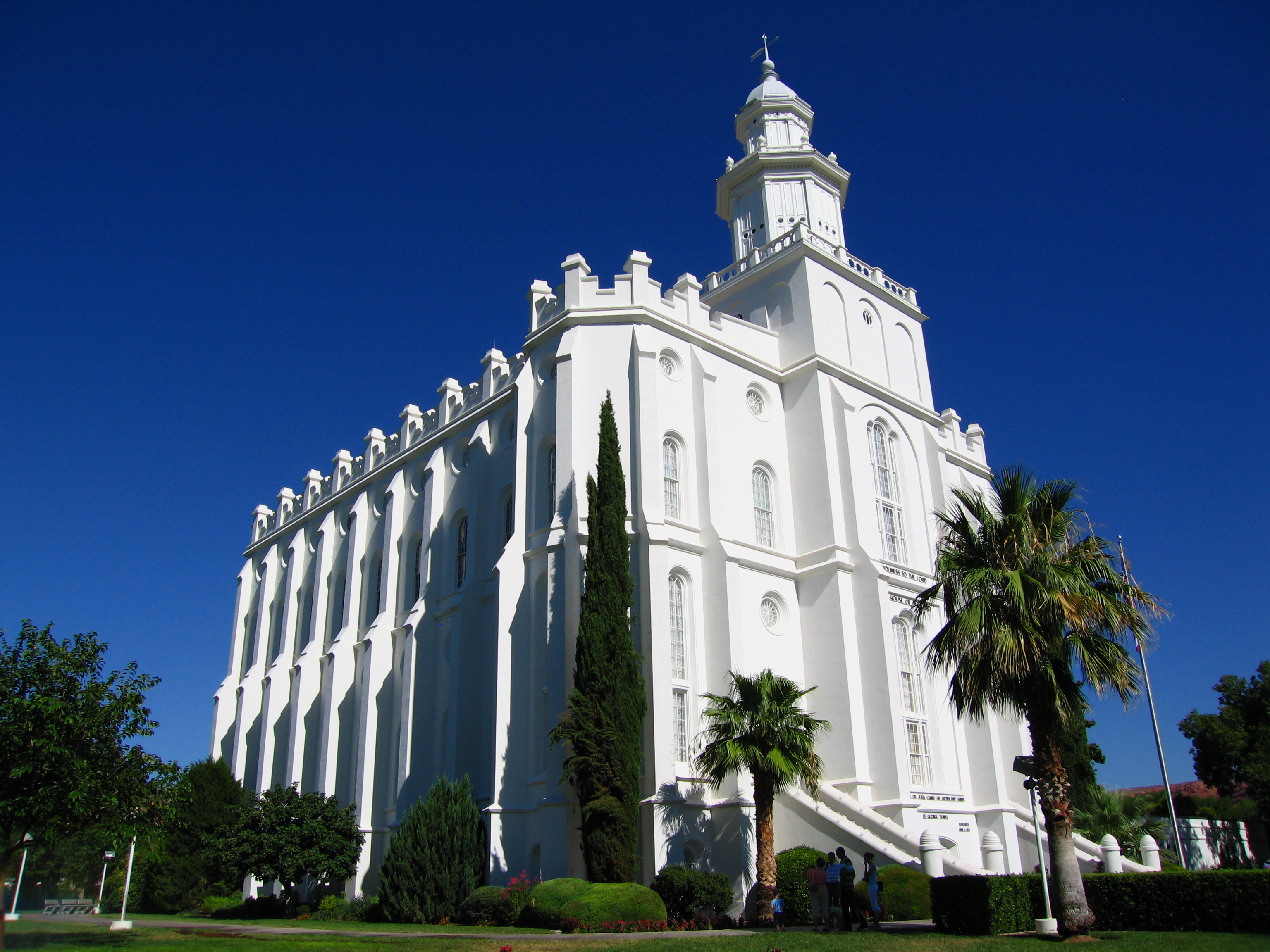
O Templo de St. George, pertencente à Igreja de Jesus Cristo dos Santos dos Últimos Dias, foi concluído em 1877.

Uma das empresas mais importantes de St. George é a SkyWest Airlines, que tem sua sede corporativa em St. George. Wal-Mart tem um grande centro de distribuição localizado perto de St. George. Em 2003, a Intermountain Saúde abriu uma nova filial na cidade, movimentando U$ 100 milhões, com a construção de um hospital.
Uma grande parte da economia do Utah se deve ao turismo. St. Georgee está na proximidade do Parque Nacional de Zion e Bryce Canyon National Park, assim como parques estaduais e diversas áreas de lazer. É um pouco menos de uma hora de carro para participar do Festival Prêmio Tony Utah Shakespearean. Golfe também desempenha um papel importante na indústria de turismo da cidade, assim como os templos pertencentes à Igreja de Jesus Cristo dos Santos dos Últimos Dias, que atraem membros da Igreja e turistas, movimentando o turismo. St. George oferece o maior número de campos de golfe per capita no país. Eventos especiais, como o St. George Marathon e o Huntsman Senior Games também atraem milhares de turistas a cada ano. A Maratona de St. George é atualmente a 13ª maior maratona do país.